# Revogação
A questão de quando as normas deixam de valer, de pertencer ao ordenamento jurídico, tem uma relevância especial na dogmática...
São duas regras estruturais; a mais importante que regula a dinâmica, diz que uma norma perde a validade se for revogada por outra. Essa regra especifica-se em outras três: a lex superior, a lex posterior e a lex specialis.
Assim, afirma-se que "revogar significa retirar a validade por meio de outra norma". A norma revogada sai do sistema, interrompendo o curso da sua vigência.
Mas revogar não significa sempre eliminar toda a eficácia, pode ocorrer como na Ultratividade em que uma norma tenha sido revogada, mas que os seus efeitos permaneçam mesmo diante da nova legislação (aliás, a eficácia não é revogada, mas anulada). Só não produz efeito se eles forem contra a ordem publica de acordo com o Código Civil no artigo 2035.

## Tipos
Existem alguns tipos de revogação:
1. Revogação expressa: a lei indica o que está a ser revogado.
2. Revogação tácita: a norma revogadora é implícita e a revogação resulta da incompatibilidade entre as normas. Ex: revogam-se as disposições em contrário.
3. Revogação de facto: Quando a norma cai em desuso.
4. Revogação total (ab-rogação): a lei posterior/superior, revoga todo o diploma anterior/inferior. A lei toda desaparece, mediante a publicação de uma nova lei. Ex: art. 2045, CC, "revogam-se a lei 3.071, de 1º de janeiro de 1916 – Código Civil…".
5. Revogação parcial (derrogação): norma posterior/superior, revoga parcialmente a outra norma. Há supressão de trechos de seu texto. Ex: art. 2045, CC,"revogam –se… e a Parte Primeira do Código Comercial, lei 556, de 25 de junho de 1850".

## Procedimento
O processo de Revogação se dá inicialmente ao entregar a apresentação do projecto na Assembleia da República. Se for aprovada, vai ao Presidente da República, que pode vetar o projecto, ou sancionar (aprovar). Quando aprovada, entra juridicamente em processo de promulgação, até sua publicação.
Existe um prazo para que se saiba qual lei que está em vigor em determinada data. Desde a data de publicação, até entrar em vigor, na omissão de data fixa, este é o período denominado Vacatio legis, onde entre a publicação até entrar em vigor. Caso a lei não especifique a data de entrada em vigor são 5 dias em Portugal continental, 15 dias para as regiões autónomas (Açores e Madeira) e 30 dias para o estrangeiro.